# Северная Челекенская коса
Северная Челекенская коса — коса в Туркменистане, на востоке Каспийского моря.
Коса отходит от северо-западной оконечности полуострова Челекен. Коса представляет собой западную границу залива Туркменбашы, и отделяет его юго-восточную часть (залив Северный Челекен) от Каспийского моря. Пригодный для судоходства вход в залив Туркменбышы расположен между косой и островом Осушной.
Длина косы составляет около 20 км. Коса низменная и песчаная, покрыта редкой растительностью.